# Гайсмар (Айхсфельд)
Гайсмар (нем. Geismar) — община в Германии, в земле Тюрингия.
Входит в состав района Айхсфельд. Подчиняется управлению Эрсхаузен/Гайсмар. Население составляет 1174 человека (на 31 декабря 2010 года). Занимает площадь 19,32 км².